# Teresa Mroczko

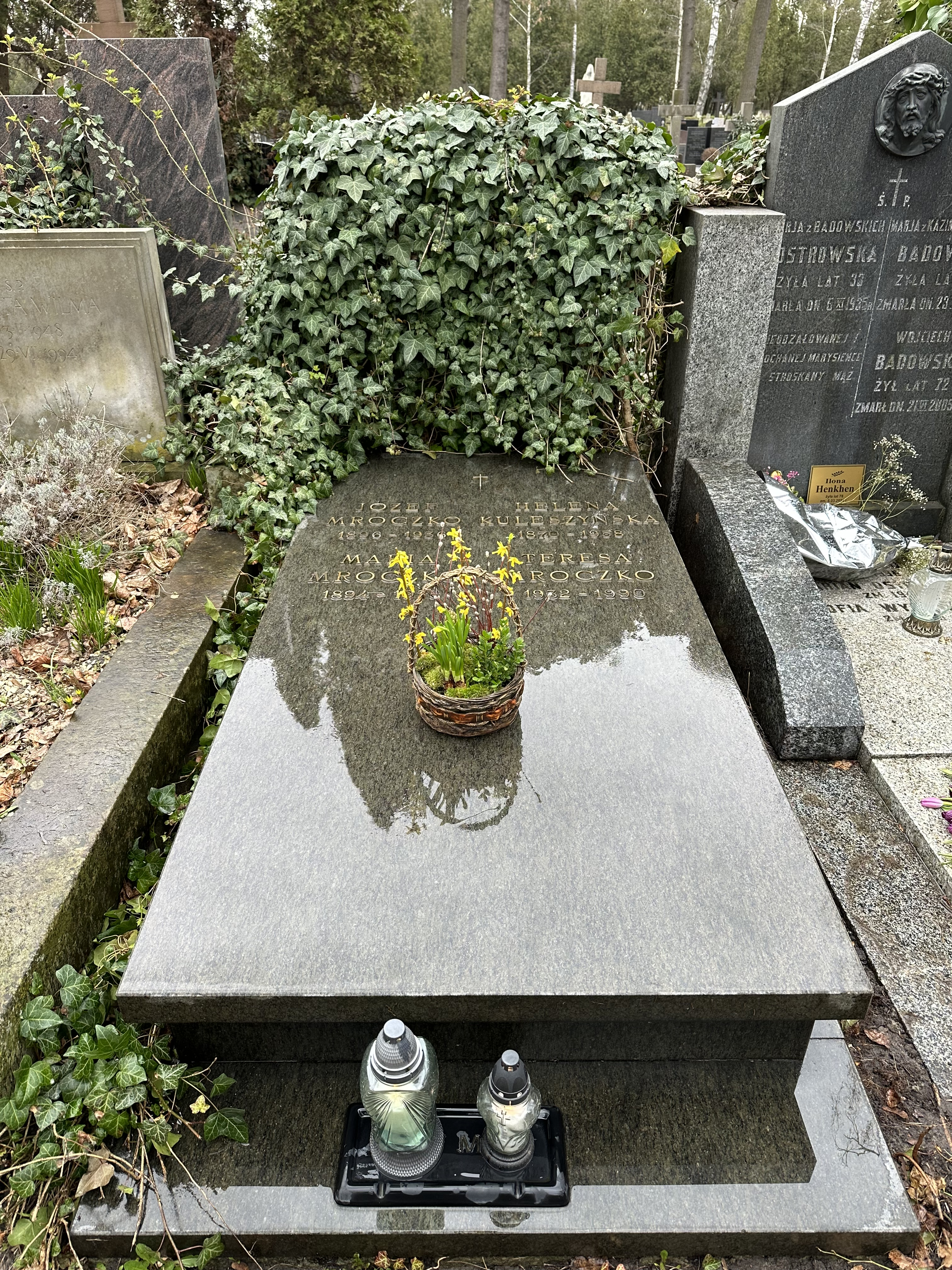
Grób Teresy Mroczko na Cmentarzu Wojskowym na Powązkach

Teresa Józefa Mroczko (ur. 2 marca 1932 w Warszawie, zm. 11 września 1990 tamże) – polska historyczka sztuki, mediewistka, nauczycielka akademicka, badaczka sztuki średniowiecznej.

## Życiorys

### Młodość i praca zawodowa
W 1944 ukończyła szkołę powszechną w ramach tajnego nauczania. Była członkiem Szarych Szeregów. W 1948 ukończyła Gimnazjum im. Klementyny Hoffmanowej w Warszawie, następnie rozpoczęła naukę w Liceum Sztuk Artystycznych w Warszawie, a w 1950 studia z zakresu historii sztuki na Uniwersytecie Warszawskim, które ukończyła w 1955. Studia ukończyła z wynikiem bardzo dobrym. Praca magisterska, napisana pod kierunkiem prof. Juliusza Starzyńskiego i Tadeusza Dobrzenieckiego, zatytułowana była „Portret donacyjny w malarstwie Małopolski i Śląska w XV w.”. W latach 1948-1956 należała do ZMP. W latach 1950-1953 pracowała w Muzeum Narodowym w Warszawie. 
W 1955 rozpoczęła pracę na macierzystej uczelni, w Instytucie Historii Sztuki Uniwersytetu Warszawskiego. W latach 1958-1959 odbyła wizyty naukowe we Francji na Uniwersytecie Poitiers w Poitiers. Zajmowała się też tłumaczeniem, z języka francuskiego, książek z zakresu historii sztuki.   
W latach 1955-1970 należała do aktywnych działaczy ZNP na Wydziale Historii UW. W 1965 obroniła pracę doktorską Studia nad Apokalipsą wrocławską napisaną pod kierunkiem Michała Walickiego. Od 1968 należała do Stowarzyszenia Historyków Sztuki. W 1970 odbyła półroczne stypendium naukowe na Uniwersytecie „La Sapienza” w Rzymie. Od 1972 należała do ZAiKSu.  W 1975 została odznaczona Złotym Krzyżem Zasługi. 
W kolejnych latach zajmowała się sztuką romańską w Polsce, a także jej związkami ze sztuką włoską, w szczególności architekturą i rzeźbą Kościoła Zwiastowania Najświętszej Marii Panny w Czerwińsku nad Wisłą. Była także autorką zeszytu Dawny powiat chełmiński (1976) oraz współautorką zeszytu Płońsk i okolice (1979) w serii Katalog Zabytków Sztuki w Polsce. W 1977 otrzymała stopień doktor habilitowanej na podstawie pracy Architektura gotycka na ziemi chełmińskiej. W 1980 przez kilka tygodni przebywała w zachodnich Niemczech w ramach stypendium DAAD. W latach 1980-1987 należała do Komitetu Redakcyjnego Biuletynu Historii Sztuki. 
Od 1 października 1980 była zatrudniona w Instytucie Sztuki Polskiej Akademii Nauk, gdzie zorganizowała i do 1986 kierowała Pracownią Sztuki Średniowiecznej. Podjęła wówczas badania nad architekturą gotycką na Pomorzu.  Współpracowała z Pracownią Pomorską IS PAN z siedzibą w Bydgoszczy. Równocześnie w latach 1981–1987 prowadziła w Instytucie Historii Sztuki UW seminarium magisterskie i wykłady monograficzne. Była współredaktorką tomów Architektura gotycka w Polsce, wydanych już po jej śmierci w 1995 w serii Dzieje sztuki polskiej.
W 1988 Rada Naukowa IS PAN wystąpiła z wnioskiem o nadanie jej tytułu profesor nadzwyczajnej, czego jednak nie doczekała. Była jednym z wybitnych uczonych swojego pokolenia w Instytucie Sztuki Polskiej Akademii Nauk. Jej dorobek naukowy jest dostępny m.in. w zasobach biblioteki Uniwersytetu w Heidelbergu.

### Życie prywatne
Była córką Józefa Mroczki i Marii z d. Kuleszyńskiej. Jej ojciec był oficerem WIG-u – topografem wojskowym – matka polonistką. Jej starszą siostrą była Krystyna Kubicka, żona Leszka Kubickiego.

### Miejsce pochówku
Pochowana na Cmentarzu Wojskowym na Powązkach w Warszawie (kwatera A10-6-17).